# Laura Seara
Laura Carmen Seara Sobrado, née le 20 avril 1975 à Allariz, est une femme politique espagnole, membre du Parti socialiste ouvrier espagnol (PSOE).
Elle est secrétaire d'État à l'Égalité en 2011.

## Biographie

### Formation débuts en politique
Titulaire d'une licence de droit, elle a travaillé comme consultante en qualité et été vice-présidente du conseil de la jeunesse d'Espagne.[réf. nécessaire]
Après avoir adhéré aux Jeunesses socialistes d'Espagne (JSE), elle monte rapidement dans l'appareil, devenant d'abord secrétaire aux Mouvements sociaux, puis secrétaire à l'Organisation. C'est dans ce cadre qu'elle fait la connaissance de Bibiana Aído et Leire Pajín.

### Parcours politique régional
En octobre 2001, à seulement 26 ans, elle est élue députée socialiste au Parlement de Galice, puis est désignée porte-parole de son groupe parlementaire pour l'Environnement. Réélue en 2005, elle est choisie comme porte-parole pour l'Égalité et le Bien-être. À l'issue du congrès du Parti des socialistes de Galice-PSOE (PSdeG-PSOE), en 2009, elle est nommée secrétaire à l'Égalité, aux Mouvements sociaux et à l'Immigration de la commission exécutive.[réf. nécessaire]

### Parcours politique national
Elle démissionne du Parlement de Galice en décembre 2009, du fait de sa désignation comme directrice générale de l"Institut de la femme (Instituto de la Mujer), dépendant du ministère de l'Égalité, dirigé par Bibiana Aído. Le 22 juillet 2011, Laura Seara est choisie pour succéder à Aído, devenue secrétaire d'État en octobre 2010.
Trois mois plus tard, elle est investie tête de liste socialiste dans la circonscription d'Ourense pour les élections générales anticipées du 20 novembre 2011, en remplacement de l'ancienne ministre Elena Espinosa, reléguée en deuxième position. Élue au Congrès des députés, elle est relevée de ses fonctions gouvernementales le 24 décembre. Par la suite, elle réintègre la commission exécutive du PSdeG-PSOE.[réf. nécessaire]